# Weidenberg
Weidenberg este o comună-târg din districtul  Bayreuth, regiunea administrativă Franconia Superioară, landul Bavaria, Germania.